# Hydrorrhage
Hydrorrhage est une œuvre de l'artiste français Jean-Robert Ipoustéguy. Il s'agit d'une sculpture en bronze conçue en 1975. Elle est installée dans le musée de la sculpture en plein air de Paris, en France.

## Description
L'œuvre est une sculpture. Elle représente un homme casqué, protégé derrière ce qui semble être un bouclier. Des tubes ondulés sortent de ce bouclier, vers l'avant.
L'œuvre repose sur un socle rectangulaire portant un cartel indiquant les noms de l'œuvre et de l'auteur, ainsi que la date de création et le matériau utilisé.

## Localisation
La sculpture est installée dans le musée de la sculpture en plein air, un lieu d'exposition d'œuvres de sculpteurs de la seconde moitié du XXe siècle, dans le jardin Tino-Rossi, sur le port Saint-Bernard et le long de la Seine, dans le 5e arrondissement de Paris.
L'œuvre est située au milieu d'un bassin.

## Artiste
Jean-Robert Ipoustéguy (1920-2006) est un artiste français.